# Dianne Durham
Dianne Durham (Gary, 17 de junio de 1968-Chicago, 4 de febrero de 2021) fue una gimnasta artística estadounidense. En 1983, ganó el título absoluto senior en los Campeonatos Nacionales de Estados Unidos femeninos, convirtiéndose en la primera atleta afroamericana en hacerlo. Fue la primera atleta de élite de Béla y Márta Károlyi en los Estados Unidos, ayudando a establecer sus credenciales como entrenadoras fuera del programa patrocinado por el estado de su Rumania natal, y entrenó con Mary Lou Retton, quien llamó a Durham su «mejor competencia». Después de que las lesiones y las estipulaciones de la competencia le impidieron competir en los Juegos Olímpicos de Verano de 1984 se retiró de la competencia en 1985. Más tarde dirigió una escuela de gimnasia en Chicago.

## La vida en la gimnasia
Durham nació en Gary, Indiana, hija de Ural y Calvinita Durham. Comenzó a practicar gimnasia a la edad de tres años y recibió su entrenamiento inicial con Wanda Tomasi-Mohoi en Merrillville, Indiana.

### Entrenando con los Károlyis
En 1981, después de ganar el título general de élite juvenil en los Campeonatos Nacionales de EE. UU., se mudó a Houston, Texas, para ser entrenada por Béla y Márta Károlyi. Inicialmente fue a hacer una prueba, pero empacó sin intención de regresar. Tomasi alentó la mudanza y le dijo a la madre de Durham que era una gimnasta de calibre olímpico y que necesitaba instalaciones de élite para desarrollar su potencial. Durham, una de las seis gimnastas iniciales que los Károlyi seleccionaron para su programa de entrenamiento, se convirtió en su primera gimnasta de élite en los Estados Unidos. Habían desertado de Rumanía en 1981 y, aunque habían entrenado a la estrella de la competición olímpica de gimnasia de 1976, Nadia Comenici, tenían dudas sobre si podrían tener éxito fuera del programa estatal de Rumanía. El éxito de Durham hizo que volvieran a estar presentes en las principales competiciones.
Inicialmente Durham vivió con los Karolyi en Houston, luego con una familia anfitriona. Su madre se unió a ella, pero su padre se quedó en Gary para que su hermana pudiera terminar la escuela secundaria.

### Carrera competitiva
Durham defendió con éxito su título nacional junior en 1982, y tuvo una actuación destacada en la invitación internacional de la Federación de Gimnasia de los Estados Unidos, empatando por el título completo con su compañera Kathy Johnson en el primer encuentro internacional importante de Durham. En 1983 ganó el título absoluto absoluto en los Campeonatos Nacionales de Estados Unidos, siendo la primera afroamericana en gimnasia femenina en llevarse este título. También ganó los títulos individuales de barras, piso y caballete, convirtiéndose en la primera mujer estadounidense en ejecutar un Tsukahara en caballete completamente retorcido.
Más tarde ese año, Durham ganó el título completo en el Campeonato Internacional de Gimnasia McDonalds, superando a Mary Lou Retton, quien también fue entrenada por los Károlyis. Las dos eran amigas, pero Retton también describió a Durham como su "mejor competencia". Las lesiones impidieron a Durham competir en el Campeonato Mundial de Gimnasia Artística de 1983.
Cuando regresó de rehabilitar sus lesiones se sintió rechazada en el gimnasio y en febrero de 1984, Durham dejó el programa Károlyi para entrenar con Scott Krause en Fort Worth, Texas. Después de una débil actuación en las competiciones nacionales de Estados Unidos, Károlyi se acercó a ella con una invitación para regresar, que ella aceptó en el período previo a las pruebas olímpicas.
En las pruebas por equipos estadounidenses para los Juegos Olímpicos de Verano de 1984, Durham ocupó el sexto lugar después del primer día. Compitiendo por una de las siete plazas, se esperó que ingresara en el equipo y se convirtiera en la primera gimnasta negra en competir por los Estados Unidos en los Juegos Olímpicos, ya que Luci Collins había ingresado al equipo pero no tuvo la oportunidad de competir debido al boicot estadounidense. de los Juegos Olímpicos de Moscú. Sin embargo, Durham se lesionó el tobillo en el caballete y se retiró de la competencia, con la expectativa de que la presentaran al equipo olímpico. Más tarde se enteró de que no era elegible porque no había competido en el Campeonato Mundial de 1983. Se retiró de la competición en 1985.

### Carrera posterior y legado
Después de dejar la competencia, Durham se convirtió en entrenadora y luego regresó a los estudios a tiempo completo. Más tarde, dirigió una escuela de gimnasia, Syline Gymnastics, en el lado norte de Chicago, durante diecisiete años. También se convirtió en jueza de gimnasia, entrenadora y oradora motivacional.
Durham apareció en una obra de 2020 del artista Thenjiwe Nkosi con sede en Johannesburgo. La pieza de video, titulada "Suspension", recopiló imágenes de gimnastas de élite negras de todo el mundo en los momentos antes de que comenzaran sus rutinas. La crítica del New York Times calificó la pieza de "sublime" y "el logro de soltar todo y transmitirlo ahora de [la] exhibición de video" en la que se presentó.

## Vida personal
Vivía en Chicago con su esposo Tom Drahozal.
Murió después de una breve enfermedad en un hospital de Chicago, rodeada de familiares, el 4 de febrero de 2021.